# Maxence Perrin
Maxence Perrin (Parigi, 1º aprile 1995) è un attore francese.

## Biografia
Figlio dell’attore e produttore Jacques Perrin e fratello degli attori Mathieu Simonet e Lancelot Perrin, è noto per aver interpretato nel film Les Choristes - I ragazzi del coro di Christophe Barratier, in cui il padre è attore e produttore, il piccolo Pépinot. Sempre con lo stesso regista recita nel 2008 nel film Paris 36.

## Filmografia

### Cinema
- Les Choristes - I ragazzi del coro (Les Choristes), regia di Christophe Barratier (2004) - Pépinot
- Paris 36 (Faubourg 36), regia di Christophe Barratier (2008) - Jojo

### Televisione
- Petit Homme (2005) - Malo
- Un fils (2014) - Florian
- Entre vents et marées (2014) - Yann Prigent